# 阿斯特丽·约翰内森
阿斯特丽·约翰内森（挪威語：Astrid Johannessen，1978年1月10日—），挪威女子足球运动员，场上位置是守门员。她曾代表挪威国家队参加1999年国际足联女子世界杯，结果队伍获得第四名。